# Francisco de Miranda
Francisco de Miranda, właśc. Sebastián Francisco de Miranda y Rodríguez (ur. 28 marca 1750 w Caracas, zm. 14 lipca 1816 w Kadyksie) – wenezuelski rewolucjonista, którego plan wyzwolenia kolonii hiszpańskich w Ameryce się nie powiódł, lecz uważa się go za poprzednika Simóna Bolívara i innych, bardziej skutecznych południowoamerykańskich bojowników o niepodległość (Libertadores). Miranda jest nazywany Prekursorem Niepodległości Ameryki Łacińskiej (El Precursor).

## Korzenie
Miranda urodził się w Caracas (Wenezuela). Pochodził z rodziny kreolskiej, był synem bogatego kupca z Wysp Kanaryjskich, który osiedlił się w Wenezueli.

## Stany Zjednoczone i Europa
W 1772 roku Miranda przybył do Hiszpanii, gdzie kupił stopień oficerski w armii hiszpańskiej. Miranda doszedł w armii hiszpańskiej do stopnia pułkownika. Brał udział w operacjach wojskowych na trzech kontynentach – w Afryce, Europie i Ameryce – odegrał ważną rolę w kilku istotnych wydarzeniach tego czasu. Miranda walczył w Północnej Afryce i na Karaibach przeciwko Brytyjczykom podczas wojny o niepodległość USA. W 1780 r. walczył na Kubie przeciwko armii brytyjskiej. Wspierał osadników amerykańskich w ich walce z Anglikami na Florydzie i Missisipi. W armii hiszpańskiej Miranda miał wielu wrogów. Na Kubie oskarżono go o nadużycia finansowe. Miranda zdołał zbiec do USA (1783). Poznał tam przywódców amerykańskiej rewolucji: George'a Washingtona, Thomasa Paine'a, Alexandra Hamiltona i Thomasa Jeffersona.
W USA Miranda stworzył pierwszy plan wyzwolenia Ameryki Południowej i Środkowej spod hiszpańskiego panowania. Ścigany przez agentów hiszpańskich, uciekł do Anglii. W Londynie został nieformalnym przywódcą południowoamerykańskiej, antyhiszpańskiej opozycji. W Anglii próbował zdobyć poparcie rządu Wielkiej Brytanii dla swojego planu. Premier William Pitt Młodszy uznał te plany za pożyteczne dla polityki angielskiej i zapewnił Mirandzie pewne wsparcie i ochronę. Miranda miał dom w Londynie, ożenił się z Brytyjką i miał z nią dwoje dzieci. W 1785 r. w Londynie uzyskał od ambasadora Hiszpanii oczyszczenie z zarzutów i wystąpił ze służby w armii Hiszpanii.
W latach 1785–1789 Miranda podróżował po Europie, odwiedził m.in. Włochy, Niemcy, Francję, Holandię, Polskę, Prusy, Rosję. Stał się sensacją towarzyską. Został nawet faworytem carycy Katarzyny II. Dotarł aż do Grecji i Turcji.
Miranda był wszechstronnie wykształconym człowiekiem epoki oświecenia, podzielał popularne wówczas, postępowe idee epoki. Podkreślał m.in. rolę edukacji dla przyszłości narodów, zwracał uwagę na organizację edukacji, więziennictwa i opieki zdrowotnej w różnych krajach. W czasie swoich podróży stał się zagorzałym zwolennikiem niepodległej Ameryki Południowej, zabiegał o wsparcie europejskich władców dla sprawy tego kontynentu. Jego przyjaciółmi stało się wówczas wielu ważnych polityków, takich jak brytyjski premier William Pitt Młodszy. W 1789 r. Miranda powrócił do Anglii.
Od 1791 r. Miranda brał aktywny udział w Wielkiej Rewolucji Francuskiej. W Paryżu poznał żyrondystów Jacques'a Pierre'a Brissota i Jérôme Pétion de Villeneuve'a i szybko został mianowany generałem Francuskiej Armii Rewolucyjnej, dowodzonej przez Charles'a François Dumourieza. Brał udział w kampanii 1792 r. (m.in. w bitwie pod Valmy). Na polu bitwy pod Valmy stoi obecnie pomnik Mirandy, obok pomnika gen. Kellermanna.
W okresie Wielkiego Terroru Miranda był kilkakrotnie aresztowany, groziła mu deportacja po ponownym ataku Dyrektoriatu na rojalistów i żyrondystów. Miranda był oskarżony i aresztowany, jednak oczyszczono go z zarzutów. Nazwisko Mirandy zostało umieszczone na Łuku Triumfalnym, zbudowanym w Paryżu w czasach Pierwszego Cesarstwa. Miranda powrócił do Londynu i tam rozpoczął działania mające na celu wyzwolenie Ameryki Południowej.

## Ameryka Południowa

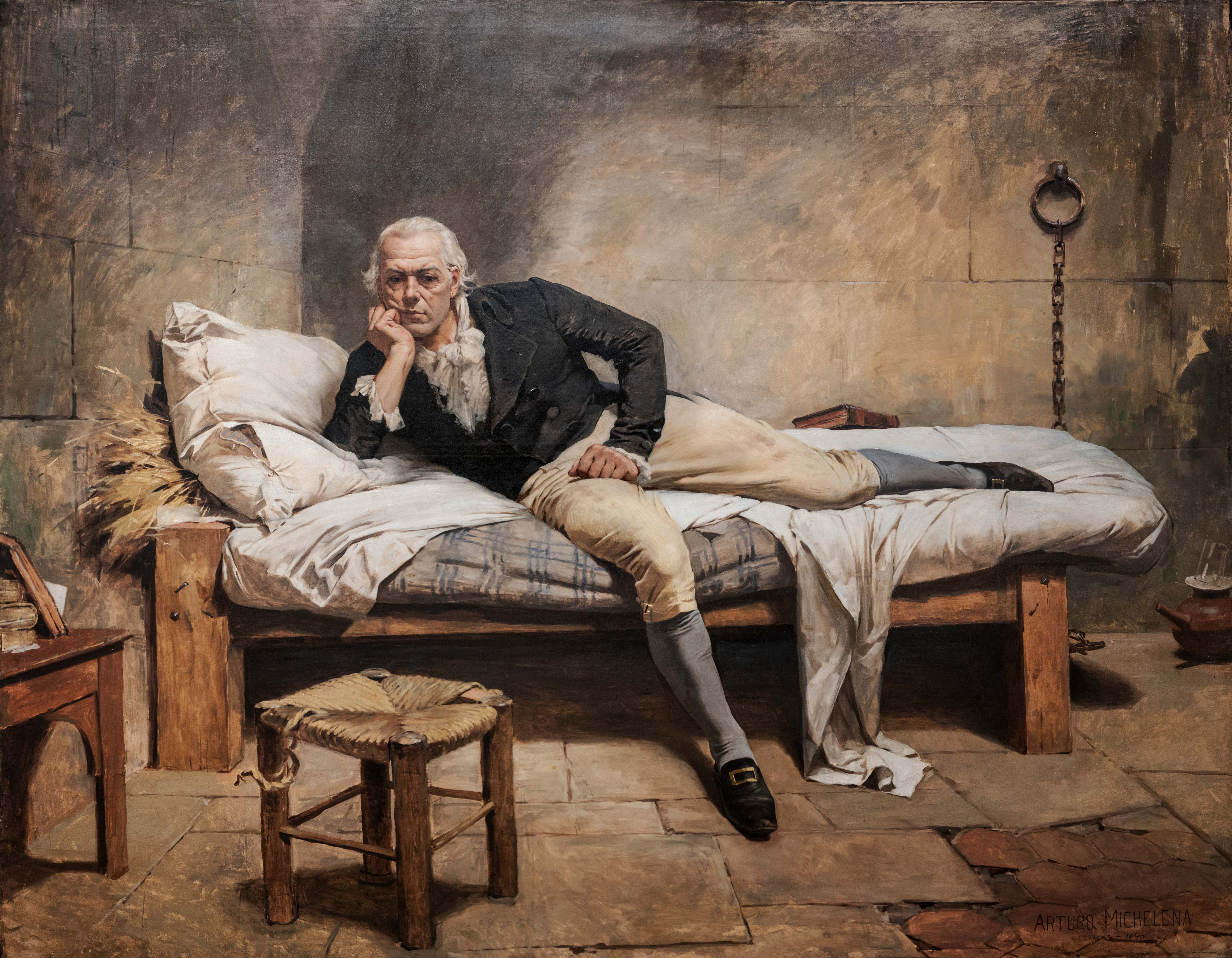
Francisco de Miranda w więzieniu w Kadyksie.

Największym dziełem Mirandy jest z pewnością jego walka o niepodległość kolonii hiszpańskich w Ameryce. Plan Mirandy przewidywał wyzwolenie Ameryki Południowej spod panowania Hiszpanii i Portugalii i stworzenie na tym obszarze niezależnego cesarstwa, rozciągającego się od rz. Missisipi aż do Przylądka Horn. Ustrój cesarstwa był wzorowany na monarchii angielskiej: dziedzicznym cesarzem miał zostać przedstawiciel inkaskiej rodziny królewskiej, zwany „Inką”, co miało być gestem wobec rdzennych mieszkańców kontynentu, współrządzący z dwuizbowym parlamentem. Państwo miało być nazwane „Kolumbią”, na cześć Krzysztofa Kolumba.
Chcąc uzyskać pomoc dla swoich działań, Miranda przybył w 1805 r. do USA. Spotkał się z prezydentem Thomasem Jeffersonem i sekretarzem stanu Jamesem Madisonem. Nie uzyskał jednak oficjalnej pomocy rządu USA, lecz jedynie dostał zgodę na nabór ochotników. W lutym 1806 r. na statku „Leander” (nazwanego tak od imienia syna Mirandy) przebył drogę z Nowego Jorku do Indii Zachodnich w celu zaatakowania Wenezueli. W sile 3 okrętów stoczył bitwę u wybrzeży Wenezueli (w pobliżu portu Ocumare), tracąc dwa okręty. Wyprawa zakończyła się fiaskiem.
W tym samym roku, z pomocą brytyjską, Miranda podjął ponowną próbę inwazji na Wenezuelę. 3 sierpnia 1806 r. wylądował w La Vela de Coro, zdobył fort i miasto Coro, gdzie po raz pierwszy zawisła trójkolorowa (żółto-niebiesko-czerwona) flaga Wenezueli, której twórcą był także Miranda. Jednym z ochotników służących w czasie tej rewolty był David G. Burnet z USA, późniejszy prezydent Republiki Teksasu po jego secesji od Meksyku w 1836. Miranda zdobył port i miasto Coro, jednak miejscowa ludność nie poparła go w wystarczającym stopniu, a brytyjska flota stacjonująca na Karaibach nie udzieliła mu pomocy, na którą liczył i Miranda po 10 dniach musiał się wycofać. Inwazja Mirandy była pierwszą zbrojną próbą oswobodzenia kontynentu amerykańskiego spod hiszpańskiej dominacji. Przez następny rok Miranda pozostał na brytyjskich Karaibach, usiłując bezskutecznie zorganizować dalszą walkę.
Inwazja Napoleona na Półwysep Iberyjski (1807) zmieniła sytuację międzynarodową: Wielka Brytania popierająca plany Mirandy została sojusznikiem Hiszpanii. Miranda nie mógł już liczyć na wsparcie Brytyjczyków. Miranda w 1810 r. poznał w Londynie Simona Bolivara, który w tym czasie próbował zdobyć poparcie Wielkiej Brytanii dla rozpoczętej w tym roku na nowo walki o niepodległość Wenezueli. Po tym, jak Wenezuela uzyskała faktyczną niepodległość (19 kwietnia 1810), Simón Bolívar namówił Mirandę do powrotu do kraju. Miranda został generałem armii rewolucyjnej. Był także członkiem Kongresu, który 5 lipca 1811 r. ogłosił akt niepodległości Wenezueli.
Hiszpanie podjęli kontratak, co było początkiem wojny Wenezueli o zachowanie niepodległości (1811–1812). W marcu 1812 r. nastąpiło katastrofalne trzęsienie ziemi, które zniszczyło m.in. Caracas, a następnie z zachodniego wybrzeża Wenezueli ruszyła ofensywa rojalistów pod dowództwem Juana Domingo Monteverde. Miranda, obawiając się całkowitej klęski, podpisał 25 lipca 1812 w San Mateo zawieszenie broni z Hiszpanami. Bolivar i inni rewolucjoniści uznali poddanie się za zdradę i uniemożliwili Mirandzie próbę ucieczki z Wenezueli. Wydali go armii hiszpańskiej. W ten sposób złamane zostały warunki zawieszenia broni.
Miranda został przewieziony do Hiszpanii i uwięziony w forcie La Carraca w Kadyksie, gdzie zmarł w 1816. Ostatni okres życia Prekursora przedstawia obraz wenezuelskiego malarza Arturo Micheleny, Miranda en la Carraca (1896), ukazujący bohatera w celi więzienia w Kadyksie. Obraz ten stał się graficznym symbolem historii Wenezueli i utrwalił wizerunek Mirandy wśród pokoleń Wenezuelczyków.
Rok 2006 – 200. rocznica inwazji La Vela De Coro – obchodzony był w Wenezueli uroczyście jako Rok Mirandy (Ańo Mirandino).

## Cytaty
Daniel Florencio O’Leary, adiutant Simóna Bolívara, powiedział po śmierci Mirandy:

Miranda był człowiekiem osiemnastego wieku, którego geniusz polegał na rozwijaniu świadomości i wiary w siebie jego braci Amerykanów. Chociaż był dumny z tego, że jest żołnierzem, swoje największe bitwy stoczył używając pióra.

Napoleon Bonaparte powiedział o Mirandzie: „Don Kichot, który nie jest szaleńcem, lecz w którego sercu płonie święty ogień”. Natomiast Simón Bolívar nazwał de Mirandę „największym z Kolumbijczyków”.
Mirandę określano także jako: „najbardziej wykształconego Kreola swoich czasów”.